# Josef Havlíček (hudebník)
Josef Havlíček (* 7. března 1952 Praha) je český hudebník.

## Život
V patnácti letech, v roce 1967, začal hrát na bicí nástroje – přešel z kytary na bicí, protože v kapele BLUE DOGS nebyl bubeník.[zdroj?]
Následovaly další kapely, v nichž působil nebo s nimi doprovázel české zpěváky:
- 1967 – Skupina EXIT (Janda, Padrůněk, Havlíček, Kraft)
- 1969 – The Cardinals (později Kardinálové, doprovodná kapela Petry Černocké)
- 1975 – Petr Novák
- 1976 – Kardinálové
- 1978 – Jiří Schelinger
- 1981 – Blue Effect
- 1984 – Apollo (Petr Spálený)
- 1986 – Centrum (Petr Rezek)
- 1988 – Abraxas
- 1991 – Blue Effect (Luboš Pospíšil)
- 1995 – Apollo (Petr Spálený)
- 1999 – Kentaur
- 2004 – Karamel (Petr Čejka)
- 2010 – Tom Petty 52, kde je až dodnes[kdy?]

Mimo to hraje ve skupině Centrum s Petrem Rezkem a příležitostně i s dalšími kapelami.